# 美国众议院院长
美国众议院院长（英語：Dean of the United States House of Representatives）是美国众议院中在任时间最长的众议员。现任院长为哈尔·罗杰斯。众议院院长只是一个象征性的职位，其唯一的职责是慣例上通常會為众议院议长当选人主持其宣誓仪式，而眾議院的領袖即為眾議院議長。不过，与英国下议院之父（Father of the House）或加拿大众议院院长不同的是，美国众议院院长并不主持议长的选举，該職責由前一屆的眾議院秘書負責。
由于众议院院长是所有众议员中资历最长的，因此通常会被分配更好的办公位，亦通常会在众议院内一个有影响力的委员会担任主席或资深成员。